# 184 (numero)
Cento(o)ttantaquattro (184) è il numero naturale dopo il 183 e prima del 185.

## Proprietà matematiche
- È un numero pari.
- È un numero composto dai seguenti 8 divisori: 1, 2, 4, 8, 23, 46, 92, 184. Poiché la somma dei suoi divisori (escluso il numero stesso) è 176 < 184, è un numero difettivo.
- È un numero 32-gonale.
- È un numero rifattorizzabile, essendo divisibile per il numero dei suoi divisori.
- È parte delle terne pitagoriche (138, 184, 230), (184, 345, 391), (184, 513, 545), (184, 1050, 1066), (184, 2112, 2120), (184, 4230, 4234), (184, 8463, 8465).
- È un numero malvagio.
- È un numero congruente.

## Astronomia
- 184P/Lovas è una cometa periodica del sistema solare.
- 184 Dejopeja è un asteroide della fascia principale del sistema solare.
- NGC 184 è una galassia spirale della costellazione di Andromeda.

## Astronautica
- Cosmos 184 è un satellite artificiale russo.